# Ianthocincla
Ianthocincla är ett fågelsläkte i familjen fnittertrastar inom ordningen tättingar. Arterna placerades tidigare i Garrulax. Det omfattar åtta till nio arter med utbredning från Himalaya i väster, i öster till östra Kina och Vietnam:
- Gansufnittertrast (I. sukatschewi)
- Rosthakad fnittertrast (I. rufogularis)
- Konkakinhfnittertrast (I. konkakinhensis)
- Mustaschfnittertrast (I. cineracea)
- Pärlfnittertrast (I. ocellata)
- Större fnittertrast (I. maxima)
- Bandad fnittertrast (I. lunulata)
- Vitprickig fnittertrast (I. bieti)